# Joan Reglà
Joan Reglà Campistol, souvent Juan Reglá dans les sources d'époque, né à Bàscara (province de Gérone, Espagne) le 27 juillet 1917 et mort à Sant Cugat del Vallès (province de Barcelone) le 27 décembre 1973, est un médiéviste spécialiste de la Couronne d'Aragon, titulaire de la chaire d'histoire générale de l'Espagne à l'université de Valence à partir de 1959, puis de celle d'histoire moderne à l'université autonome de Barcelone dans la décennie suivante.
Il est considéré comme l'un des principaux contributeurs à la rénovation de l'historiographie espagnole entreprise dans les années 1960.

## Biographie
Il est licencié en droit et docteur en philosophie et lettres de l'université de Barcelone avec une thèse intitulée Francia, la corona de Aragón y la frontera pirenaica. La lucha por el Valle de Arán. Siglos XIII-XIV (« La France, la couronne d'Aragon et la frontière pyrénéenne. La lutte pour le val d'Aran. XIIIe et XIVe siècles »,1951) où il est disciple et assistant de Jaume Vicens i Vives,.
En 1958, il obtient la chaire d'histoire moderne de l'université de Valence, où il enseigne jusqu'en 1970, 1971 ou 1972. Il enseigne ensuite à l'université autonome de Barcelone jusqu'en 1973,.